# Кильес, Хосе
Хосе Кильес Бротонс (исп. José Quilès Brotóns; род. 19 октября 1997, Эльда, Валенсия, Испания) — испанский боксёр-любитель, валенсиец, выступающий в легчайшей, в полулёгкой, и в лёгкой весовых категориях. Входит в национальную сборную Испании по боксу, участник Олимпийских игр 2020 года, серебряный призёр Европейских игр (2023), серебряный и бронзовый призёр чемпионата Европы (2017, 2022), многократный чемпион и призёр национального чемпионата Испании, бронзовый призёр чемпионата Европы среди молодёжи до 22 лет (2018), многократный победитель и призёр международных и национальных турниров в любителях.

## Биография
Хосе Кильес Бротонс родился 19 октября 1997 года в Эльде, в Валенсии, в Испании.

## Любительская карьера

### 2017—2019 годы
В июне 2017 года стал бронзовым призёром на чемпионате Европы в Харькове (Украина), в весе до 56 кг, где он в полуфинале по очкам (0:5) проиграл опытному англичанину Питеру Макгрейлу, — который в итоге стал чемпионом Европы 2017 года.
В августе 2017 года участвовал на чемпионате мира в Гамбурге (Германия), в весе до 56 кг, где он в 1/16 финала соревнований по очкам единогласным решением судей (0:5) проиграл немцу Омару Эль-Хагу.
В апреле 2018 года вновь стал бронзовым призёром на чемпионате Европы среди молодёжи до 22 лет в Тыргу-Жиу (Румыния), в весе до 56 кг.
В июне 2018 года участвовал на Средиземноморских играх в Таррагоне (Испания) в весе до 56 кг, но там он в 1/8 финала соревнований по очкам раздельным решением судей (2:3) проиграл марокканцу Тауфику Кахфи.
В июне 2019 года участвовал на Европейских играх в Минске (Белоруссия), в весе до 56 кг, где он в 1/8 финала соревнований по очкам раздельным решением судей (1:4) проиграл немцу Раману Шарафу, — который в итоге стал бронзовым призёром Европейских игр 2019 года.

### Олимпийские игры 2020 года
В начале июня 2021 года в Париже (Франция), стал четвертьфиналистом Европейского Олимпийского квалификационного турнира, где он в четвертьфинале турнира проиграл украинцу Николаю Буценко, и таки прошёл квалификацию на Олимпийские игры в Токио, и даже был одним из фаворитов Олимпиады.
И в августе 2021 года участвовал на Олимпийских игр в Токио, где он в 1/16 финала соревнований по очкам (0:5) проиграл ирландцу Курту Уолкеру.

### 2021—2023 годы
В мае 2022 года стал серебряным призёром на чемпионате Европы в Ереване (Армения), в весе до 60 кг, где он в полуфинале по очкам (3:0) победил украинца Юрия Шестака, но в финале по очкам раздельным решением судей (2:3) проиграл грузину Артюшу Гомцяну.
В июле 2022 года участвовал на Средиземноморских играх в городе Оран (Алжир) в весе до 60 кг, но там он в четвертьфинале по очкам (0:3) проиграл опытному алжирцу Абдельнасеру Бенлариби.
В мае 2023 года в Ташкенте (Узбекистан), стал четвертьфиналистом на чемпионате мира в категории до 60 кг. Где он в 1/16 финала досрочно победил албанца Кренара Зенели, затем в 1/8 финала по очкам (5:0) победил туркменского боксёра Шукура Овезова, но в четвертьфинале по очкам единогласным решением судей (0:5) проиграл опытному французу Софьяну Умиа, — который в итоге стал чемпионом мира 2023 года.
И в июне 2023 года стал серебряным призёром III-х Европейских игр в Кракове (Польша), в весе до 57 кг, и завоевал лицензию на Олимпийские игры 2024 года. Где он в четвертьфинале по очкам (4:1) победил грузина Артюша Гомцяна, затем в полуфинале по очкам (5:0) победил опытного бельгийского боксёра румынского происхождения Василе Устуроя, но в финале единогласным решением судей (0:5) проиграл опытному болгарскому боксёру кубинского происхождения Хавьеру Ибаньесу Диасу.